# Mello (Franciaország)
Mello település Franciaországban, Oise megyében. Lakosainak száma 601 fő (2022. január 1.). Mello Bury, Cires-lès-Mello, Maysel, Rousseloy és Saint-Vaast-lès-Mello községekkel határos.

## Népesség
A település népességének változása:
| Lakosok száma | 657  | 635  | 650  | 638  | 626  | 613  | 601  | 601  | 601  |
|               | 2013 | 2015 | 2016 | 2017 | 2018 | 2019 | 2020 | 2021 | 2022 |